# زبان لوبا-کاسای
زبان لوبا-کاسای که لوبای غربی، بنا-لولوآ، چیلوبا-تشیلوبا، لوبا-لولوآ و لوا نیز نامیده می‌شود، زبانی در آفریقای مرکزی و از خانوادهٔ زبان‌های بانتو است که در کنار زبان‌های لینگالایی، سواحیلی و کنگویی، یکی از زبان‌های رسمی جمهوری دموکراتیک کنگو است.
لهجهٔ شرقی توسط مردم لوبا در منطقهٔ کاسای شرقی سخن‌گفته می‌شود و لهجهٔ غربی توسط مردم لولوآ در منطقهٔ کاسای غربی. بر پایهٔ برآوردی در سال ۱۹۹۱ میلادی، جمعیت گویشوران این زبان حدود ۶٫۳ میلیون نفر تخمین زده شده‌است.